# Calle Mayor (Madrid)

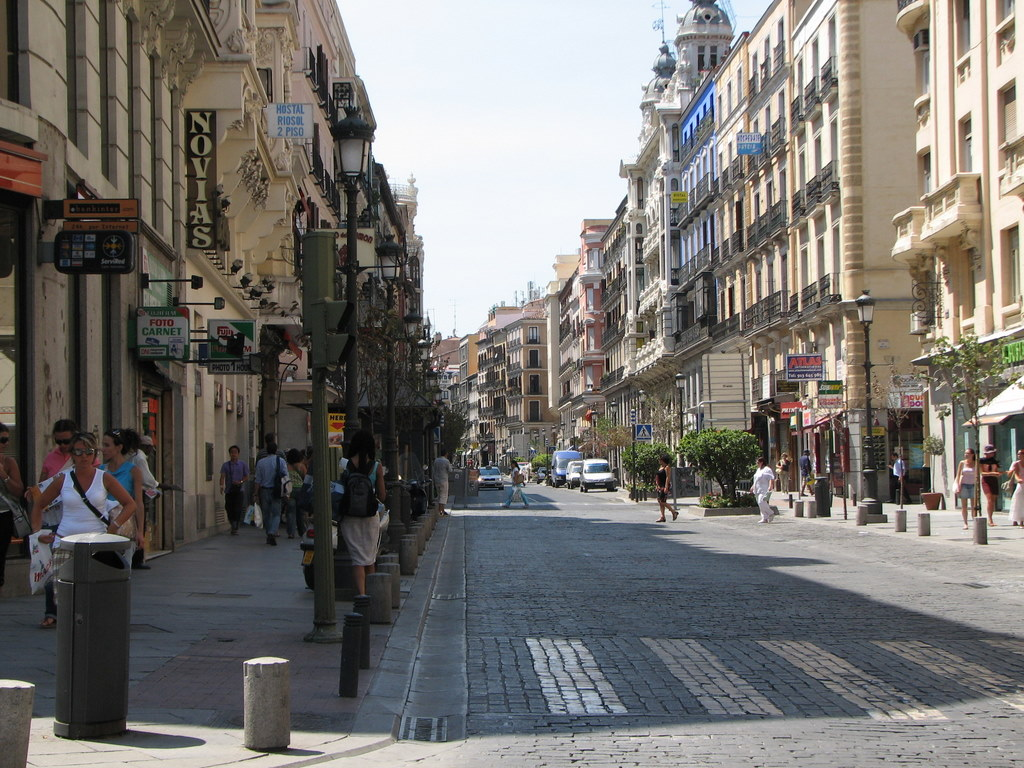
A Calle Mayor távlatibb képe

A Calle Mayor (vagyis: "Főút") Madrid egy útja. A Calle de Alcalá meghosszabbítása a Puerta del Sol-tól hivatalosan a Plaza Mayoron lévő Casa de la Villa vagyis Városháza főút menti bejáratáig.

## Szerepe
A Calle Mayor lényegében a Palacio Realtól indul, mely Madrid kiinduló központja és régen a királyi család lakhelye volt. Vége a Plaza Puerta del Sol, ahonnan a Calle de Alcalá visz tovább a repülőtér és az Henares folyó, Alcalá de Henares felé.
Másik legfőbb szerepeként útja során északról elhalad a Plaza Mayor (vagyis: "Főtér") mellett. A Plaza Mayornál a Calle Mayornak kapcsolata van a dél felé a Calle de Toledón át a Plaza Segovia Nueva és a Manzanares déli partja felé.

## Bicikliút
Madrid önkormányzata megnyitotta a Calle Mayor - Alcalá bicikliutat, mely a Calle Mayor majdnem teljes hosszában tart. Ez lefelé irányban teljesen dedikált, ahol az autósok a megmaradt 1 megosztott sávban is csak 30km/h sebességgel közlekedhetnek.

## Főbb épületek
- Palacio de Oñate
- Palacio de los Duques de Uceda (vagy De los Consejos).
- Casa de Calderón de la Barca a Calle Mayoron